# 舵真秀斗
舵真 秀斗（かじま ひでと、1970年 - ）は、日本の漫画家。静岡県出身。

## 来歴
小学館 新人コミック大賞 第46回児童部門（2000年6月発表）にて『斬々ザンタ』で佳作受賞。同年に講談社の『コミックボンボン』にて連載デビューしてからは、主に児童誌のメディアミックス漫画や海外の児童文庫の邦訳版の挿絵などを執筆。
2015年以降はウェブコミック配信サイト上で、オリジナルの連載やオンライン小説のコミカライズを執筆する。

## 作品
コミカライズ
- 男!度胸 メダカードファイターズ 『コミックボンボン』 2000年～2001年
- 仰天人間バトシーラー 〜ガッツとオルカの冒険伝説〜 『コミックボンボン』 2001年～2002年
- ロックマンゼロ 『別冊コロコロコミック』 2003年～2006年
- ルーンファクトリー2外伝 アルクの大冒険 『デンゲキニンテンドーDS』 2007年
- ルーンファクトリーフロンティア外伝 ジーノのフロンティアの道 『デンゲキニンテンドーDS』 2009年
- チート魔術で運命をねじ伏せる 『モバMAN』2018年～

連載
- BLACKSMITH ESPRESSO 『GANMA!』 2015年～2018年

読み切り
すべて短編集『ZANZANザンタ 舵真秀斗短編集』（2018年）に収録。
- ゴキューン
- 斬々ザンタ
- スーパー武鬼マスターZAN 『別冊コロコロコミック』 2002年

イラスト
- ドラゴン・スレイヤー・アカデミー
- SWITCH
- 上手くなりたいマンガ超初級講座
- 100円ショップでそろうかんたん工作マジック